# Proparachaeta capixaba
Proparachaeta capixaba là một loài ruồi trong họ Tachinidae.